# The Three Godfathers (film)
The Three Godfathers è un film muto del 1916 diretto da Edward LeSaint.
È il primo adattamento cinematografico dell'omonimo romanzo di Peter B. Kyne; il protagonista Harry Carey avrebbe ricoperto lo stesso ruolo nel secondo dei molti adattamenti del romanzo, Uomini segnati (1919).

## Trama
Ruby Merrill, impiegata in un'azienda di confezionamento, perde tutti i risparmi e affetti in un crollo nervoso dovuto allo stress. Abbandona tutto e viaggia a Ovest, trovando lavoro in una sala da ballo, dove incontra il mandriano Bob Sangster. I due s'innamorano, ma il loro idillio è rotto dall'arrivo di tre vecchie conoscenze di Bob, provenienti dal passato di ladro di cavalli che si è lasciato alle spalle, che lo convincono a rapinare la Wells Fargo Bank della vicina New Jerusalem.
Durante la rapina, uno dei criminali, Rusty Connors, muore nella sparatoria con lo sceriffo di New Jerusalem, Pete Cushing: i rimanenti tre (Bob, Tim Gibbons e Bill Kearny) riparano nel deserto del Mojave. Lì trovano un carro con una donna morente che sta per partorire. I tre l'aiutano nel parto e finiscono per prometterle che si prenderanno cura del bambino come padrini, anche se ciò significa fare ritorno nella città dove sono ricercati.

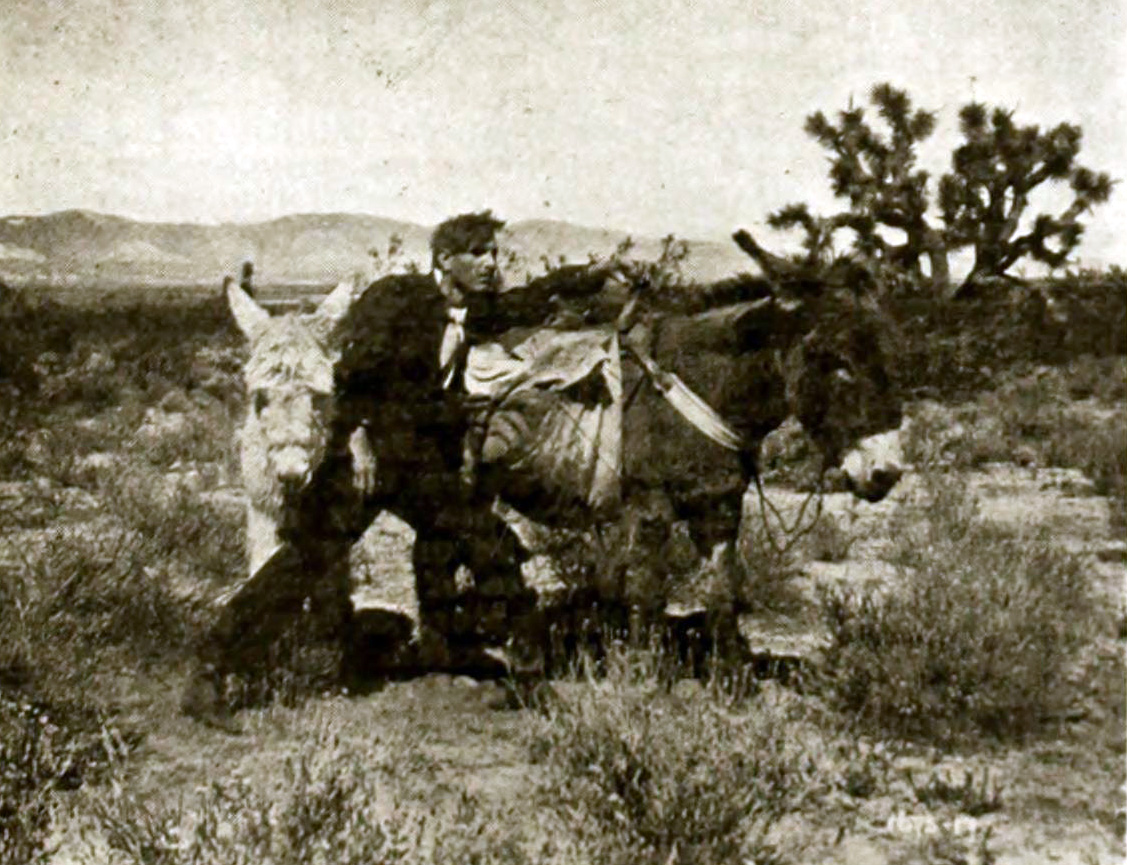
Bob Sangster (Harry Carey) coi due asinelli in una foto di scena del film.

Nascondono il bottino nei paraggi e cominciano una traversata nel deserto, che costa la vita sia a Tim che a Bill. Bob si salva soltanto grazie alla provvidenziale apparizione di un asinello che lo accompagna fino a New Jerusalem sano, salvo e con il bambino. Lì viene immediatamente arrestato dallo sceriffo Cushing, che lo riporta nel deserto per recuperare la refurtiva: tuttavia, una volta giunti al carro della partoriente, lo sceriffo scopre una Bibbia di famiglia e si rende conto che la defunta era sua sorella. Perdonato Bob per la rapina, come ricompensa per aver salvato la vita del nipotino, Cushing organizza personalmente il matrimonio con Ruby e devolve alla coppia parte del maltolto affinché possano cominciare una vita onesta assieme.

## Produzione
Il film è stato girato tra marzo e aprile 1916. Le riprese si sono tenute per quattro settimane nel deserto del Mojave per le scene in esterna, mentre quelle ambientate a New Jerusalem e in interni sono state girate agli Universal Studios.
Secondo alcune fonti, l'autore stesso di The Three Godfathers, Peter B. Kyne, ne avrebbe supervisionato personalmente la sceneggiatura, che opera alcuni cambiamenti rispetto alla storia originale, trattandosi del primo adattamento in assoluto del romanzo.

## Distribuzione
Il film è stato distribuito negli Stati Uniti a partire dal 19 giugno 1916, forse decurtato di un rullo dai 6 originari.

## Accoglienza
H. S. Fuld del Motion Picture News ha lodato particolarmente la fotografia delle scene notturne girate in esterna, scrivendo che «[la scena del]la fuga e inseguimento dei fuorilegge, in cui l'unica illuminazione proviene dagli spari esplosi dai revolver nel buio, dimostra grande attenzione e cura da parte di regista e cameraman». Parimenti, Margaret I. MacDonald del Moving Picture World si è dichiarata colpita dall'effetto ottenuto con «un'esposizione multipla [...] per rappresentare lo spirito dei due uomini più anziani morti nel deserto [che assiste affin]ché il bambino possa venire portato in salvo dal più giovane», un espediente riutilizzato da John Ford in un altro adattamento del romanzo, In nome di Dio (1948). Pur recensendo positivamente il film, invece Wid's Independent Review of Feature Films ne ha lamentato un'eccessiva durata a sei rulli di lunghezza.